# 胡海基
胡海基（1930年—），是一位出身苗栗的臺灣白色恐怖受難者。他是苗栗縣頭屋鄉「民主英烈公園」的倡建及捐贈者之一。

## 生平

### 早年生活
胡海基出生於1930年；胡海基的母親徐辛妹是位獨生女，並為傳續徐家香火而決定招贅。
1935年關刀山大地震後，胡海基的父親原已為家中生計日夜忙碌製作豆腐，又加上修理屋頂所帶來的勞累，終於一病不起並隨後逝世；因此，他的母親自此開始獨力撫養其六名未成年子女。
從小，胡海基就接受臺灣總督府所推行的義務教育，並被灌輸以日本人的身分認同，但又一直不是很確定自己真正的身分認同；同時，他又同許多臺灣人對祖國政府懷有美好幻想，並對自治自主的追求及自我實現的機會抱持高度期待。

### 參加臺灣民主自治同盟
國民政府接收臺灣後，當局治理失措，產生貪污腐敗、治安混亂、省籍歧視、經濟衰退、糧食短缺等情況；胡海基因而由期望轉為失望，並意識到自己的真實身分認同；當時，他就讀於臺灣省立臺中商業職業學校，並受其擔任班主任及國語課教師的學長影響，又受其引介接觸唯物史觀、辯證法等社會主義概念，他也由此開始深信唯有社會主義方能改變社會，且加入臺灣民主自治同盟。
二二八事件後3月初某日上午，胡海基目睹多輛載滿武裝國軍的卡車突然包圍封鎖苗栗鎮，並對闖越者下達格殺命令；不久，地方紳士劉闊才、鄒德龍、鄒喜齡、鐘建英、謝肇林等皆遭逮捕，但是，時任地方高層軍官的劉定國隨即出面將之一一保釋。 
1949年3月24日，就讀臺中商業職業學校高中三年級的胡海基同吳明正、劉水生、賴瑞章於當日下午溯溪上山，並於當夜抵達新設反政府學生基地；後來，因組織總部基地遲遲未有消息傳來，他們開始分批出外探聽，胡海基終在得知總部人員遭逮捕後乘火車前往臺中。當時，該組織的主幹成員多為臺中商業職業學校高年級學生，且參加臺灣民主自治同盟者多為認同其宣揚自由民主及自治自主精神的青年。

### 白色恐怖及其後生活
此後，胡海基親歷多位摯友遭捲入白色恐怖事件並被處決或監禁，他因而逐漸興起以創作佛教音樂安撫身心的念頭。
2000年，由胡海基及其母親徐辛妹捐贈營建的「臺灣白色恐怖紀念圈」落成於苗栗縣頭屋鄉象山村孔子廟（玉衡宮）旁。

## 著作

### 佛教音樂

#### 詞曲創作
- 《大慈大悲觀世音》[5]

#### 作曲
- 《禪境》
- 《信心一炷香》[6]

#### 作詞
- 《觀音靈感歌》[6]

## 外部鏈結
- FY-CD-066 大慈大悲觀世音 - 紫陽文物 （页面存档备份，存于）
- 以聲供養 - :::唯心聖教禪機山唯心宗全球資訊入口網站::: Weixinism Zen ... （页面存档备份，存于）

### 延伸閱讀
- 邱榮舉. 陳建傑. 戰後臺灣客家政治案件之個案分析：胡海基白色恐怖客家政治案件[]. 東海大學政治學系. 2011.